# お江戸日本橋
「お江戸日本橋」（おえどにほんばし）は、作詞・作曲者不詳の東京日本橋における民謡で、起点・日本橋から京都までの東海道五十三次の宿場名を歌い込んだ俗歌。

## 歌詞
お江戸日本橋 七ツ立ち 初のぼり

行列そろえて あれわいさのさ

コチャ高輪 夜明けて 提灯消す

（コチャエー コチャエー）

恋の品川 女郎衆に 袖ひかれ

乗りかけ お馬の 鈴が森

コチャ大森細工の松茸を

（コチャエー コチャエー）

六郷渡れば川崎の 万年屋

鶴と亀との よね饅頭

コチャ 神奈川急いで 程ヶ谷へ

馬入渡りて平塚の 女郎衆は

大磯小磯の 客をひく

コチャ小田原評議で あつくなる

登る箱根の お関所で ちよいとまくり

若衆のものとは 受け取れぬ

コチャ新道じゃないかと ちょと三島

## この作品が演奏される著名な機会や場所
- 来日した国賓に対して自衛隊による栄誉礼を受けた後に、日本側の関係者と握手やちょっとした会話を行う時に同曲と童謡富士山が演奏される。
- 東京地下鉄（東京メトロ） - 2015年より東西線日本橋駅、2018年より銀座線日本橋駅および銀座線・半蔵門線三越前駅にて発車メロディ（発車サイン音）として使用されている（東西線のバージョンは向谷実、銀座線と半蔵門線のバージョンは塩塚博と福嶋尚哉が編曲を担当）[2][3][4]。

## この曲が使われた作品
- ストームの歌（北海道大学） - 1905年（明治38年）ごろより、歌詞を改変したものが恵迪寮などでストームが行われる際に歌われている（2018年現在）[5][6]。
- 極上パロディウス 〜過去の栄光を求めて〜 - ステージ6のBGMでこの曲が使われている。
- 蝶々夫人 - 第1幕で蝶々さんとピンカートンの婚礼の直後で短く演奏される。

## みんなのうた
NHKの『みんなのうた』では、1963年12月から1964年1月にかけて放送。編曲は前田憲男が担当し、歌は弘田三枝子が歌った。
映像はアニメで、漫画家・横山隆一主催のアニメプロ「おとぎプロ」が手掛けた。NHKには映像・音声は現存しておらず、提供を呼びかけている。